# Laparoskopski asistirana transvaginalna holecistektomija
Laparoskopski asistirana transvaginalna holecistektomija  jedna je od laparoskopskih metoda, koja se zbog potencijalnih ograničenja i prepreka u izvođenju transluminalne endoskopske operacije, trenutno uglavnom izvodi hibridnom tehnikom u kojoj je transvaginalni pristup potpomognut laparoskopskim. 
Dobra strana ove metode je ta, što se može izvesti u hirurškim uslovima gde se laparoskopija redovno praktikuje, koristeći konvencionalne instrumente. Dok je hibridna transvaginalna holecistektomija vrlo dobra hirurška kombinacija transluminalne endoskopske operacije (NOTES) i minilaparoskopije.

## Istorija
Transvaginalni pristup trbušnoj šupljini je medicinskoj javnosti postao poznat pre više od dva veka kada je Konrad Langenback prvi put opisao mogućnost histerektomije transvaginalnim putem. Nakon njega niz istraživačkih timova koristio je transvaginalni pristup za izvođenje prvih  dijagnostiĉkih i terapijskih zahvata u trbušnoj šupljini. 

## Opšte informacije
Najčešća operacija koja se danas izvodi transvaginalnim pristupom je holecistektomija, koja se zbog
potencijalnih ograničenja i prepreka transluminalne endoskopske metode trenutno izvodi hibridnom tehnikom. Naime kroz inciziju na prednem trbušnom ziidu uvodi se laparoskop kojim se dobija vizualna podrška i omogućuje lakši transvaginalni pristup. Time se prevazilaze neke od glavnih prepreka čistih transluminalne endoskopske metode, pre svega slabija orijentacija u prostoru.
Nakon intervencije pacijenticama se preporučuje da se suzdrže od seksualnih odnosa u periodu od najmanje dve nedelje.

## Indikacije
Indikacije za transvaginalnu holecistektomiju uključuju sljedeća stanja:
- Simptomatska holelitijaza
- Bilijarna diskinezija
- Opstrukcija creva žučnim kamencima sa holecistoduodenalnom fistulom.[3]

## Način izvođenja
Nakon što se pacijentica uvede u opštu anesteziju, uvodi se Veressova igla kroz petomilimetarsku inciziju načinjenu na prednjem trbušnom zidu, da bi se, kao kod laparoskopske holecistektomije postigao pneumoperitoneum. 
Pacijentica se nakon toga postavlja u Trendeleburgov položaj. Zatim se kroz trbušnu inciziju uvodi laparoskop i vizuelno pregleda Douglasov prostor (prostor između rektuma i materice).
U vaginu se ulazi spekulmumom, i vizuelno traži cerviks materice kako bi se izdvoji zadnji vaginalni forniks kroz koji se troakarima ulazi u karlicu. Ovaj postupak se sve vreme prati kamerom kroz direktn kroz trbušnu inciziju.
Pacijentica se zatim postavlja u anti - Trendeleburgov položaj da bi se dobila adekvatna vizualizacija gornjeg dela trbuha endoskopom koji je prethodno uveden kroz transvaginalnu inciziju. 
Kada se vizuelizuje žučni mehur, izdvoje cistična arterija i vod na koji hirurg postavlja klema i potom ih makazama preseca. Potom se žučna kesa odvoja od njene jame i uklanja kroz vaginalni otvor.
Po uklanjanu žučne kes otvor na vagini i trbuhu se zašije.

## Kontraindikacije
Kontraindikacije za laparoskopski asistiranu transvaginalnu holecistektomiju uključuju:
- nemogućnost prikaza vrata maternice,
- trudnoću,
- infekcije,
- bolesti polnih organa
- endometriozu,
- neoplazme stidnice, vagine ili vrata maternice,
- neperforirani himen.[7]

## Komplikacije
Osim komplikacija koje prate svaki laparoskopski zahvat kod transvaginalnog pristupa postoji i rizik od ginekoloških komplikacija. One su povezane s probijanjem zida vagine nakon koga se mogu javiti infekcija, bol i krvarenje.
Prilikom uvođenja instrumenata kroz incizioni otvor u zidu vagine i njihovim pomeranjem može doći do povreda velikih krvnih sudova i unutrašnjih organa. Incidencija tih komplikacija je niska i iznosi 0,25% .
Iako je laparoskopska asistirana transvaginalna holecistektomija potencijalno rizična za pojavu neplodnosti ili dispareunije, to se retko dešava. Naime tokom intervencija maternica ostaje neozleđena jer se izvodi kroz zadnji forniks, pa je stoga bilo kakva negativan uticaj intervencije na potencijalno rađanje dece malo verovatan.

## Spoljašnje veze
- Transvaginal Cholecystectomy — www. emedicine.medscape.com (језик: енглески)

|  | Molimo Vas, obratite pažnju na važno upozorenje u vezi sa temama iz oblasti medicine (zdravlja). |